# Tôn Sung
Tôn Sung (giản thể: 孙充; phồn thể: 孫充; bính âm: Sun Chong; ? – 310), không rõ tên tự, là hoàng tử của Tôn Hạo, vua cuối cùng của Đông Ngô thời Tam Quốc trong lịch sử Trung Quốc.

## Cuộc đời
Tôn Sung quê ở huyện Phú Xuân, quận Ngô, Dương Châu, là con trai của Tôn Hạo. Theo Tam quốc chí, cho đến trước khi mất nước (280), Tôn Hạo có 33 con trai được phong vương, đại đa số không ghi lại tên, đất phong cũng như năm sắc phong. Tôn Sung là một trong số những trường hợp đó.
Năm 305, Quảng Lăng tướng Trần Mẫn phản Tấn, cát cứ 10 quận, tự xưng Sở công. Người ở quận Ngô Hưng là Tiền Khoái tự chiêu mộ lính, theo Chu Kỷ bình định Trần Mẫn. Năm 307, Đông Hải vương Tư Mã Việt phong Khoái làm Kiến Vũ tướng quân, năm sau yêu cầu dẫn quân đến kinh sư Lạc Dương. Năm 309, Tiền Khoái nghe tin Lưu Thông tấn công Lạc Dương, do dự không muốn đi, lại bị Việt giục gấp, bèn nổi dậy.
Tiền Khoái lập Tôn Sung làm Ngô vương, tự xưng Bình Tây đại tướng quân, đô đốc tám châu, cho quân tấn công quận Ngô Hưng. Năm 310, Lang Gia vương Tư Mã Duệ phái Quách Dật, Tống Điển lĩnh quân thảo phạt. Quách Dật ít quân, không dám đánh. Quan duyện của Đông Hải vương là Chu Kỷ tụ tập nghĩa quân, đến hội quân với Dật để dẹp Khoái.
Tiền Khoái lúc đầu lập Tôn Sung làm Ngô vương, sau đó lại giết Sung. Cuối cùng bị Chu Kỷ tiêu diệt, gửi đầu về Lạc Dương.